# 马岛原燕
，是雀形目燕科的一种鸟类，属于单型的原燕属（学名：Phedina）。但按照不同的分类系统，该属可能还包含刚果原燕。
马岛原燕体重约22.18克，翼长约11.30厘米，喙宽度约4毫米，喙厚度约3毫米，嘴峰长约11.3毫米，跗蹠长约12.5毫米，尾长约58.5毫米。
马岛原燕具有部分的迁徙性，栖息在森林，它们是食肉动物，主要以昆虫、蜘蛛等陆生无脊椎动物为食。

## 亚种
- Phedina borbonica borbonica，分布在毛里求斯和留尼汪岛。
- Phedina borbonica madagascariensis，分布在马达加斯加等岛屿。[4]